# 霍赫奧芬萬德山
46°33′11″N 10°39′02″E / 46.553059°N 10.650668°E
霍赫奧芬萬德山（德語：Hochofenwand），是意大利的山峰，位於該國東北部，由博爾扎諾-南蒂羅爾自治省負責管轄，屬於奥特莱斯山的一部分，海拔高度3,431米。